# 玛丽亚·米克沙
玛丽亚·米克沙-马科维丘克（羅馬尼亞語：Maria Micșa-Macoviciuc，1953年3月31日—），罗马尼亚女子赛艇运动员。她曾代表罗马尼亚参加1976年和1980年夏季奥林匹克运动会赛艇比赛，其中1976年奥运会获得一枚铜牌。